# 奧里霍韋 (北頓涅茨克區)
48°43′16″N 38°34′21″E / 48.72111°N 38.57250°E
奧里霍韋（烏克蘭語：Оріхове）是位於烏克蘭東部的村莊，由盧甘斯克州北顿涅茨克区的希爾斯凱市鎮負責管轄。該村始建於1800年，面積2平方公里，海拔高度197米，2001年人口621，人口密度每平方公里310.5人。